# Мојсије Острогорски
Мојсије Јаковљевич Острогорски (такође Моисеј; руски: Моисе́й Я́ковлевич Острого́рский; белоруски: Майсе́й Я́каўлевiч Астраго́рскi; Губернија Гордно, Руска империја, сада у Белорусији, 1854 - Петроград, СССР, 10. фебруара, 1921) је био руски политички научник, историчар, правник и социолог. Поред Макса Вебера и Роберта Микелса, сматра се једним од оснивача политичке социологије, посебно у области теорије партијских система и политичких странака. Острогорски истиче да се оданост странкама често може поредити с лојалношћу вероисповестима. Био је припадник прве Државне думе Руске Империје, представљајући покрајину Гродно 1906-1907. године.

## Биографија
Мојсије Острогорски, или Моисеј Острогорски, рођен је и одрастао у покрајини Гродно, студирао право на Државном универзитету у Санкт Петербургу и радио за руско министарство правде. Девете деценије 19. века одлази у Париз и студира на Институту политичких наука, где је написао своју докторску дисертацију Les origines du suffrage universel (Порекло општег права гласа) (1885). За време боравка у Француској, Острогорски усваја француску политичку мисао, коју је чувала ова свемоћна држава, домовина мислилаца као што су Конт, Диркем, Токвил, Симон и Прудон.
Путовао је у САД и Велику Британију. Године 1902. објавио је Democracy and the Organization of Political Parties (Демократија и организација политичких партија), која пореди политички систем ова два народа. По повратку у Русију 1906. године, постао је представник думе за покрајину Гродно. Напушта политику након распарчавања думе током руске револуције.
Као политички мислилац препознат је на Западу пре него у Русији. Острогорски је био веома утицајан на политичку мисао 20. века.
Након напуштања политике, предавао је на Психонеуролошком институту у Санкт Петербургу.

### Рад на политичким наукама
Острогорсков главни рад био је La democratie et l'organisation des partis politiques. Нагласио је постојање понашалачког детерминизма у организационим структурама: "Чим странка, чак и ако је створена из најплеменитијих намера, покуша да се овековечи, она неминовно тежи дегенерацији", што је утицало на каснија истраживања Макса Вебера, Роберта Микелса и Андреја Сигфрида.
Острогорски је такође аутор књиге која говори о једнакости полова: La Femme au point de vue du droit public.

## Дела
Као адвокат:
- Легални календар (1876)
- Касациона пракса за годину (1881)

Као историчар:
- Хронологија руске историје (1872)
- Хронологија опште и руске историје (1873)
- Кратка хронологија опште и руске историје (1873)
- Историја Русије за националне школе (1891)
- Уџбеник руске историје за трећу годину филолошке гимназије (1891)

Као политички научник:
- Права жена. Компаративно истраживање историје и законодавства. Swan Sonnenschein, , . 1893. ASIN B0017ATBZ2 https://www.amazon.com/dp/B0017ATBZ2. Недостаје или је празан параметар |title= (помоћ)
- La Démocratie et l'Organisation des Partis Politiques,. . 1903. ASIN B0017GB4II https://www.amazon.com/dp/B0017GB4II. Недостаје или је празан параметар |title= (помоћ)
  - La Démocratie et l'Organisation des Partis politiques,  [Nouvelle édition, refondue]. . 1912. ASIN B0017GEMIC https://www.amazon.com/dp/B0017GEMIC. Недостаје или је празан параметар |title= (помоћ)
  - Демократија и организација политичких партија, 2. том, Macmillan And Company Limited.,  [Превео са француског Ф. Кларк]. . 1902. ASIN B0017AP8AE https://www.amazon.com/dp/B0017AP8AE. Недостаје или је празан параметар |title= (помоћ)
- Демократија и систем партија у Сједињеним Америчким Државама, The Macmillan Company, 1910.

Артикли:
- Ostrogorski, M. (1891). „Woman Suffrage in Local Self-Government”. Political Science Quarterly. 6 (4): 677—710. JSTOR 2139204. doi:10.2307/2139204.
- Ostrogorski, M. (1893). „The Introduction of the Caucus into England”. Political Science Quarterly. 8 (2): 287—316. JSTOR 2139646. doi:10.2307/2139646.
- Ostrogorski, M. (1899). „The Rise and Fall of the Nominating Caucus, Legislative and Congressional”. The American Historical Review. 5 (2): 253—283. JSTOR 1834610. doi:10.2307/1834610. hdl:2027/hvd.32044004387767.